# 卡多雷地区圣彼得罗
卡多雷地区圣彼得罗（義大利語：San Pietro di Cadore）是意大利威尼托大区贝卢诺省的一个市镇。总面积52平方公里，人口1750人，人口密度33.7人/平方公里（2009年）。国家统计（ISTAT）代码为025047。